# Носовская селекционно-опытная станция

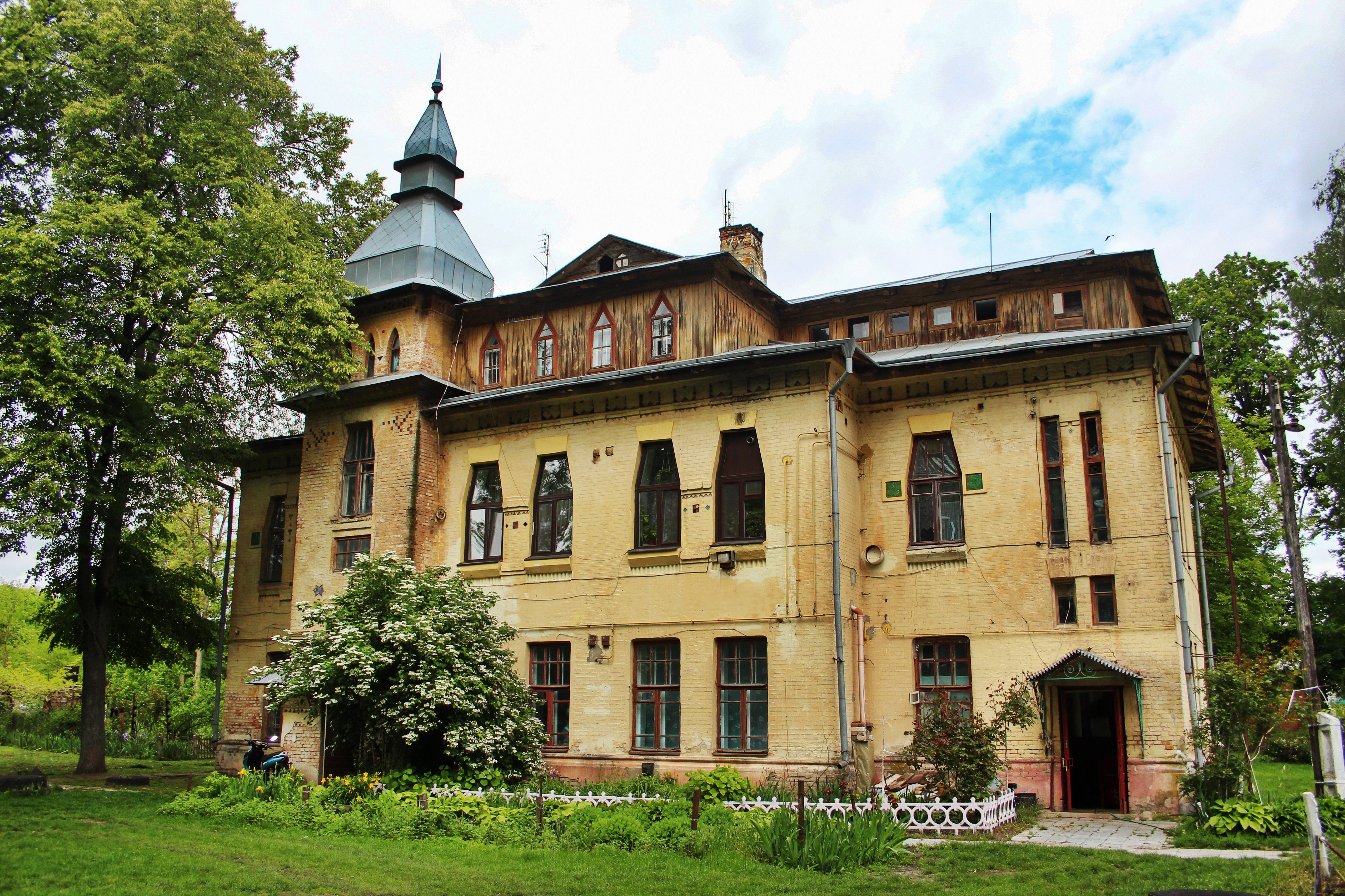
Носовская селекционно-опытная станция

Носовская селекционно-опытная станция — одно из старейших научных учреждений Украины (основана в июне 1911 года). Расположена в поселке Опытное. Бывшее административное здание — памятник архитектуры.

## История
Всю организационную работу по созданию станции выполнял агроном-исследователь, а позже доктор сельскохозяйственных наук, профессор, заслуженный деятель науки и техники Молдавской ССР С. П. Кулжинский, который и стал первым директором станции. На этом посту он бессменно работал до 1930 года. Как руководитель учреждения взял на себя основной научно-организационный груз проблем, способствовал тому, что станция не только сохранила свои активы во время Первой мировой войны, но и стала одной из лучших по признанным достижениям среди отраслевых исследовательских учреждений в Украине. На станции в 1920-х работал известный ученый-почвовед Гедройц Константин Каетанович. С этого времени для Черниговской области и всего природно-исторического района — Приднепровской низменности, почти в центре которой расположена станция, — начинается новая страница изучения её природно-исторических услови и агрономических особенностей. Впоследствии К. К. Гедройц опубликовал научные труды, выполненные на Носовской селекционно-опытной станции, обобщенные в книгах: «Учение о поглотительной способности почв» (1922), «Химический анализ почв» (1923), «Классификация почв» (1925). Заведующим отделом садоводства в 1920-х работал Костецкий Николай Данилович (1873—1948) — ученый, селекционер и общественный деятель, отец художника, академика В. М. Костецкого, дедушка художника А. В. Костецкого.
Носовская селекционно-опытная станция работала в направлении поиска путей повышения эффективности сельского хозяйства: предоставляла бесплатные консультации, продавала семена, племенной молодняк. В период временной оккупации немецкие оккупанты нанесли большой ущерб селекционно-семеноводческой работе. Поля станции были запущены, засоренны, большая часть селекционного материала утеряна. Сожжено большинство научных и хозяйственных зданий, уничтожен инвентарь и имущество. После освобождения территории первоочередной задачей стала восстановительная работа. Благодаря поддержке государства, самоотверженному труду коллектива рабочих, научных работников, служащих и таланта директора (в 1946—1955) Николая Сергеевича Кабаева (1911—1955), станция за короткий срок была отстроена и уже в 1949 году вышла на довоенный уровень научно-производственных показателей.
За все время работы на станции созданы и зарегистрировано более 70 сортов различных сельскохозяйственных культур.

## Деятельность
Основными направлениями научной деятельности учреждения является:
- создание новых сортов озимой ржи, ярового ячменя, овса, клевера, люцерны, лука, огурцов адаптированных к климатическим условиям, способных формировать высокие урожаи при меньшем количестве влаги в почве;
- производство семян;
- оказание научно-методической помощи хозяйствам по вопросам семеноводства и агротехники выращивания зерновых и овощных культур.